# 喬氏擬花鮨
喬氏擬花鮨，又稱喬氏擬花鱸，為輻鰭魚綱鱸形目鱸亞目鮨科的其中一種，分布於澳洲西部海域，棲息深度約130公尺，體長可達6.6公分，生活在大陸棚，為底棲性魚類，屬肉食性，生活習性不明。

## 擴展閱讀
維基物種上的相關：喬氏擬花鮨